# Carballeda de Valdeorras
Carballeda de Valdeorras és un municipi de la província d'Ourense a Galícia. Pertany a la Comarca de Valdeorras.
| 4.018 | 3.806 | 4.024 | 3.344 | 2.080 |
| Fonts: INE i IGE (Els criteris de registre censal variaren i les dades de l'INE i de l'IGE poden no coincidir.) |       |       |       |       |

## Localització
Se situa en l'extrem oriental de Galícia i per ella transcorren el traçat de l'antiga N-120, que uneix Galícia amb l'altiplà, i el ferrocarril de Palència a La Corunya. Per l'extrem nord passa el riu Sil, encara que té més rellevància el Casaio, que transcorre per tot el municipi. Aquests i altres rius transcorren en les valls de la Serra d'O Eixo, que té les majors altures en el sud: Massís de Pena Trevinca (2119 m a Pena Negra, Pena Survia 2095 m, a Serra do Eixo (1500 m.) i els Valls del Casaio (1773 m.). Les forestes són de pissarra i esquist, i la seva extracció en pedreres és la principal activitat econòmica del municipi.

## Parròquies
- Candeda (San Bernabeu)
- Carballeda (San Vicenzo)
- Casaio (Santa María)
- Casoio (San Xulián)
- Domiz (San Bernabeu)
- Lardeira (San Tirso)
- A Portela do Trigal (Santa Ana)
- Pumares (San Martiño)
- Pusmazán (San Mateo)
- Riodolas (Santa María)
- Robledo (Santa María)
- San Xusto (San Xusto)
- Santa Cruz (Santa Cruz)
- Sobradelo (Santa María)
- Soutadoiro (Santa Isabel)
- Vila (Santa María Madanela)
- Viladequinta (San Pedro)

## Història
Els romans van buscar or en el Sil. Durant l'edat mitjana aquestes terres van passar de mà en mà: dels descendents del Comte Froilán Diaz van passar a la Casa dos Castro, al Comtat de Lemos i finalment al Comtat de Ribadavia, en el segle xv. Durant la Guerra de la Independència Espanyola l'abat de Casoio, José Ramón Quiroga i Uría, va dirigir les alarmes de Valdeorras contra les tropes franceses.

## Monuments i turisme
Del megalitisme destaca el Lomo das Arcas. La via militar romana XVIII o Via Nova va travessar Valdeorras. Pròxima a ella queden els pilars del pont sobre el Sil, per on travessava una via romana secundària. El pont que travessa el riu Casaio, que unia camins secundaris de la Via XVIII, té un únic arc i està construït amb lloses. En aquest arc hi hagué una casa, arrasada a finals del segle xx per una crescuda del riu. El pont de Sobradelo, sobre el Sil, amb set arquejades, l'arc central de la qual va ser tallat per l'abat de Casaio durant a Guerra d'Independència Espanyola, va ser començat a la fi del segle xvi. Un dels atractius de Carballeda és el Massís de Pena Trevinca, poblat de boscos autòctons i amb l'únic bosc de teixons de tota Galícia, O Teixadal de Casaio.